# (14397) 1990 VS4
A (14397) 1990 VS4 a Naprendszer kisbolygóövében található aszteroida. Eric Walter Elst fedezte fel 1990. november 15-én.

## Kapcsolódó szócikk
- Kisbolygók listája (14001–14500)